# E.D. Horkheimer
E.D. Horkheimer (Wheeling, 8 febbraio 1881 – Beverly Hills, 14 agosto 1966) è stato un produttore cinematografico statunitense.

## Biografia
Nato nel West Virginia, a Wheeling, nel 1881, E.D. era fratello di H.M. Horkheimer, il fondatore della  Balboa Amusement Producing Company, una delle prime case di produzione californiane. Insieme al fratello, Horkheimer lavorò come produttore e fu anche segretario e tesoriere della società. Nella sua carriera, si contano centosettantasei film da produttore, tre da regista, uno da sceneggiatore e diciotto come supervisore o presentatore.
Nel 1916, Horkheimer si sposò con una delle stelle della Balboa, Jackie Saunders. Il loro matrimonio, da cui nacque una bambina, finì in divorzio nel 1920.